# Trumpetkorsning
| Skiss på en trumpetkorsning |  | Avfart utmed Ottawa River Parkway. |
| Skiss på en trumpetkorsning |  | Avfart utmed Ottawa River Parkway. |

En trumpetkorsning är en vägkorsning utan korsande trafikströmmar med vägar från tre håll. Den är mycket vanlig på motorvägar om en avfart bara har anslutning åt ena sida av motorvägen. Den kan också användas för rena trevägsmotorvägskorsningar. Trumpetkorsningen har en bro och en 3/4-varvs högerkurva istället för en av vänstersvängsförbindelserna.